# Federico Brandani
Federico Brandani (né à Urbino entre 1522/1525 - 6 septembre 1575) est un sculpteur et stucateur italien de style maniériste urbain, artiste à la cour de Guidobaldo II della Rovere, duc d'Urbino.

## Biographie
Federico Brandani qui est né à Urbino entre 1522/1525, fut, entre 1538 et 1541,l'apprenti de Giovanni Maria di Casteldurante maître en majolique. Il y a réalisé des décorations en stuc sur les murs et les plafonds du Palais ducal d'Urbin. Son presepio, une crèche avec des figures en stuc grandeur nature, qui se trouve dans l'oratoire Saint-Joseph d'Urbino est considéré comme son chef-d'œuvre.

## Réalisations
Pour le mariage de Guidobaldo avec Vittoria Farnèse en 1548, Brandani faisait partie de l'équipe qui embellit le palais ducal de Pesaro, où il collabora avec Taddeo Zuccari et Lodovico Carracci. Entre 1551-1553, il travailla pour le pape Jules III à Villa Giulia, à Rome, « si, comme cela semble probable, Brandani est le « Federigo d'Urbino stuccatore » à qui sont enregistrés les paiements pour les travaux « alle fontane » de la Villa Giulia entre septembre 1552 et juin 1553.
À partir du milieu des années 1550, Brandani travaille sur les plafonds en stuc du palais Tirrani-Castracane de Cagli. Il a terminé ce travail vers 1571, lorsqu'il a exécuté la Forge de Vulcain au-dessus de la cheminée du Salone. Il a contribué à cinq panneaux en haut-relief pour un plafond voûté du palais Corboli, à Urbino, en adaptant les dessins de Taddeo Zuccari, qui travaillait à la Villa Giulia lorsque Brandani y était. Il a également travaillé sur le palais Baviera à Senigallia (1560)   et le Palais Rocca à Fabriano. 
Vers la fin de sa vie, il exécuta des décorations en stuc dans le château Brancaleoni, Piobbico, pour Antonio II di Monaldo (mort en 1598) et dans la chapelle d'Urbino de la basilique de la Sainte-Maison de Lorette, commandées par Guidobaldo en 1571–1572. 
Un buste en bronze du poète et diplomate courtisan Antonio Galli (it) (1510-1561) de la Frick Collection de New York, anciennement attribué à Leone Leoni, a été réattribué à Brandani par John Pope-Hennessy. 
Brandani a été pratiquement oublié jusqu'à ce qu'il soit mis en avant comme le premier sculpteur des Marches du XVIe siècle par Luigi Serra dans les années 1920.
Federico Brandani est mort à Urbino le 6 septembre 1575.

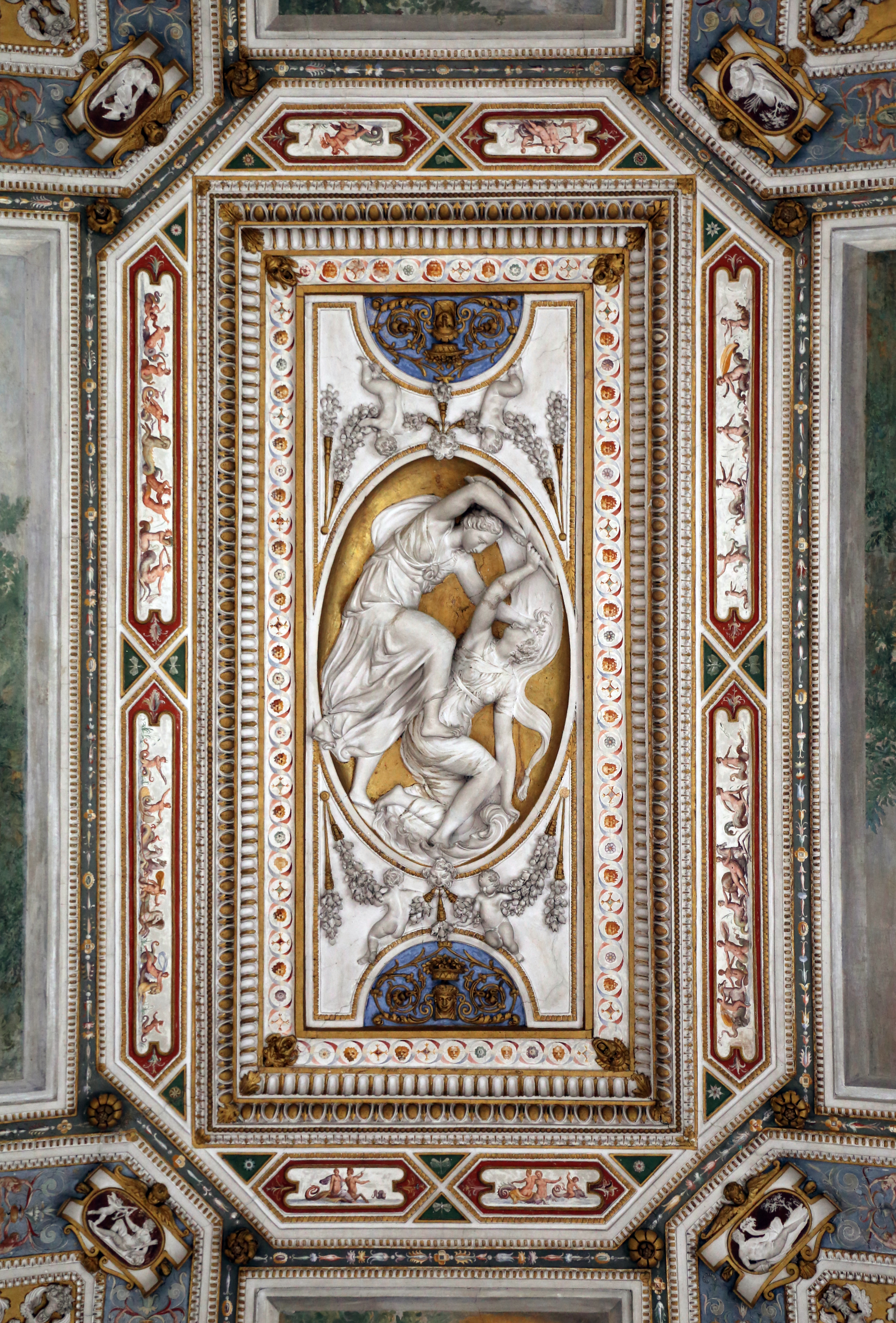
Villa Giulia, salle de danse avec stucs de Federico Brandani.
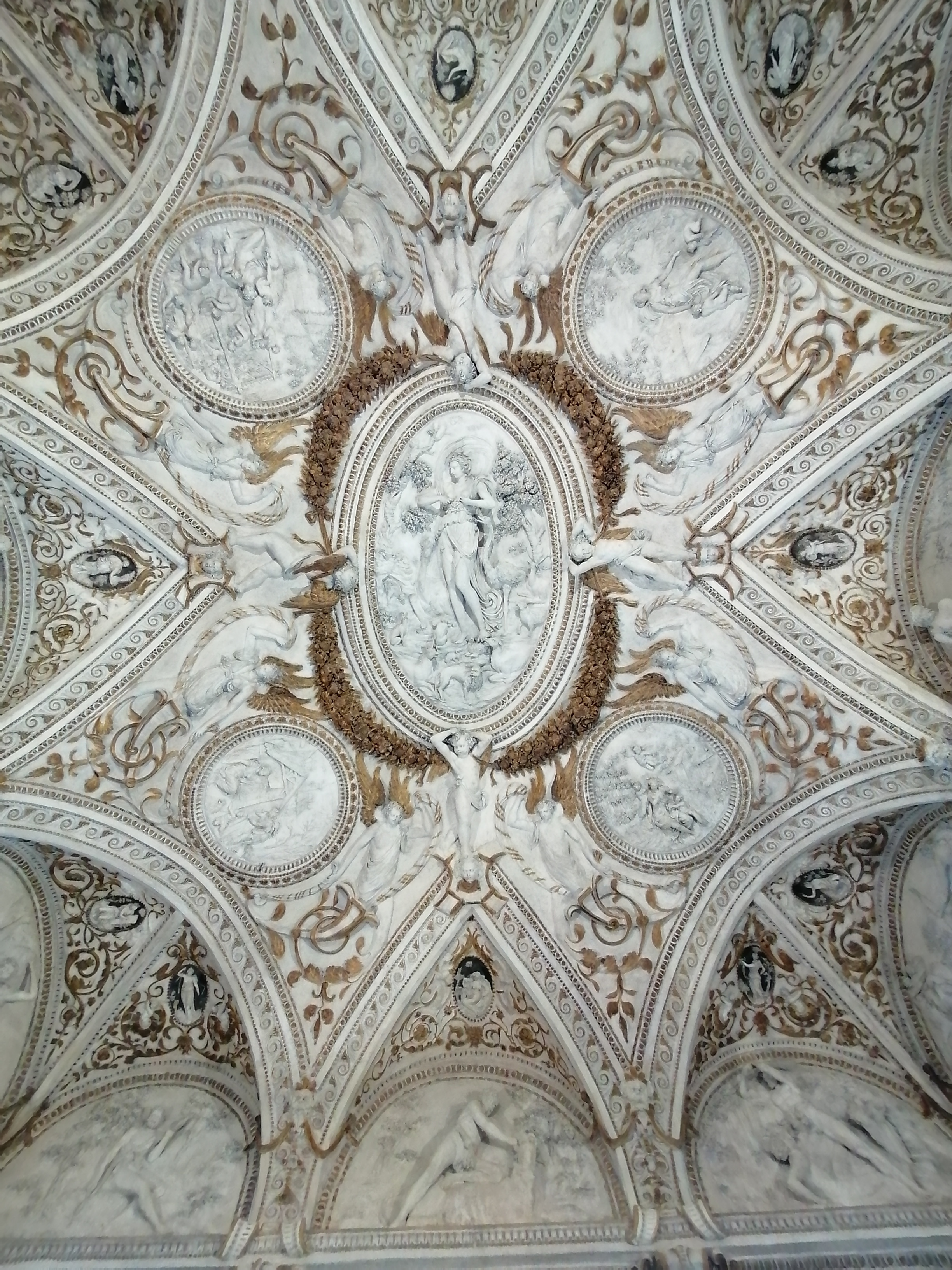
Le plafond de la Salle des Travaux d'Hercule, Palais Baviera de Senigallia.
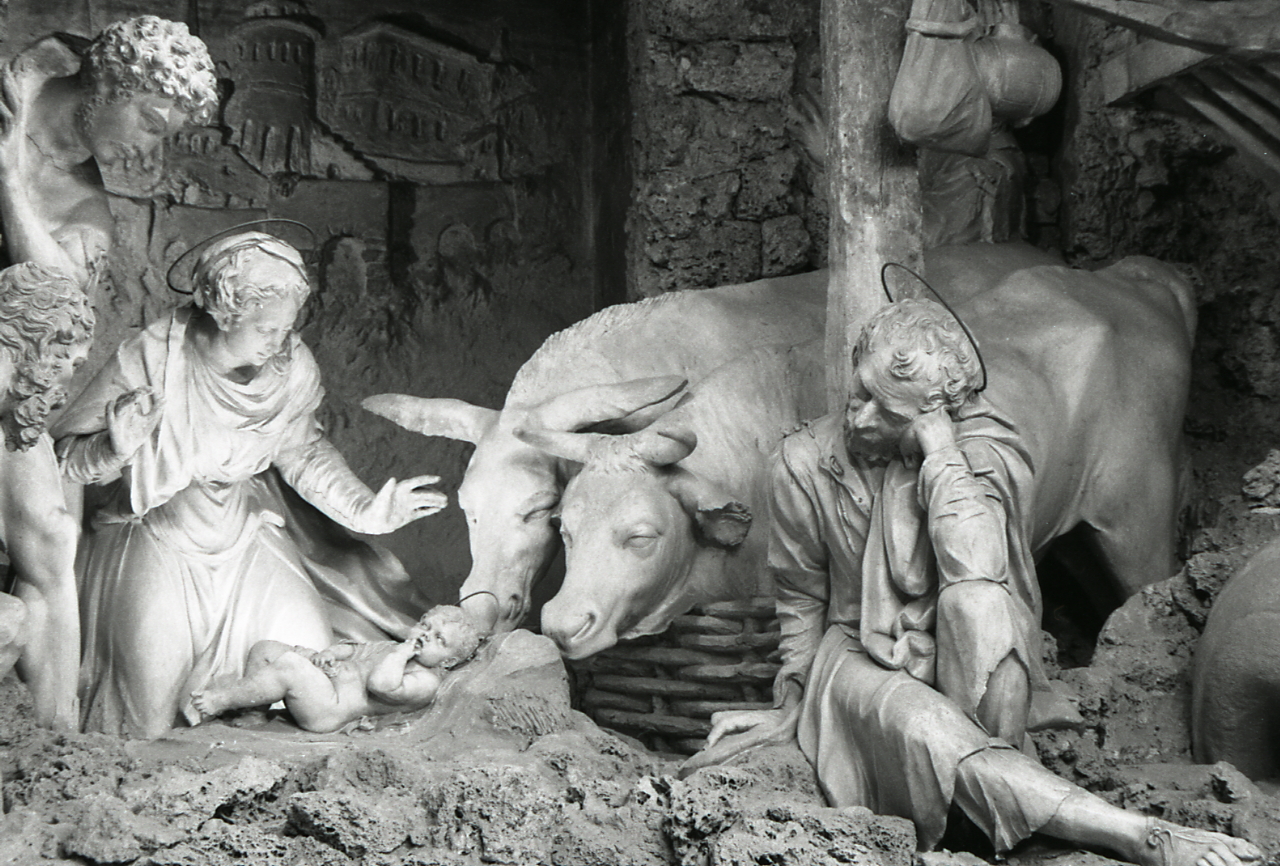
Le presepio (crèche) de Federico Brandani, photographie de Paolo Monti, 1975.